# Joan Leslie (actrice)
Joan Leslie (Detroit (Michigan), 26 januari 1925 – Los Angeles, 12 oktober 2015) was een Amerikaans actrice.
Leslie groeide op in Highland Park en stond als driejarige al op het toneel en had tot 1940 kinderrolletjes onder contract bij Metro-Goldwyn-Mayer met haar echte naam. Vanaf 1940 ging ze naar Warner Bros. en speelde ze serieuze rollen onder de naam Leslie, bijvoorbeeld in High Sierra. Tot 1956 was ze actief in de speelfilms. Daarna was ze nog te zien in televisieseries als Charlie's Angels, De Hulk, Murder, She Wrote en Police Story.
In 1991 speelde ze haar laatste rol als Ruthie in de televisiefilm "Fire in the Dark".
Ze overleed in 2015 op 90-jarige leeftijd. Ze werd begraven aan de Holy Cross Cemetery in Culver City.

## Filmografie
Hoofdrollen:
- Camille (1936)
- Men with Wings (1938)
- Nancy Drew (1939)
- Love Affair (1939)
- Winter Carnival (1939)
- Two Thoroughbreds (1939)
- Laddie (1940)
- High School (1940)
- Young as You Feel (1940)
- Star Dust (1940)
- Susan and God (1940)
- Military Academy (1940)
- Foreign Correspondent (1940)
- High Sierra (1941)
- The Great Mr. Nobody (1941)
- The Wagons Roll at Night (1941)
- Thieves Fall Out (1941)
- Sergeant York (1941)
- Nine Lives Are Not Enough (1941)
- Yankee Doodle Dandy (1942)
- The Hard Way (1943)
- The Sky's the Limit (1943)
- This Is the Army (1943)
- Thank Your Lucky Stars (1943)
- Hollywood Canteen (1944)
- Where Do We Go from Here? (1945)
- Rhapsody in Blue (1945)
- Too Young to Know (1945)
- Cinderella Jones (1946)
- Janie Gets Married (1946)
- Two Guys from Milwaukee (1946)
- Repeat Performance (1947)
- Northwest Stampede (1948)
- The Skipper Surprised His Wife (1950)
- Born to Be Bad (1950)
- Man in the Saddle (1951)
- Hellgate (1952)
- Toughest Man in Arizona (1952)
- Woman They Almost Lynched (1953)
- Flight Nurse (1953)
- Jubilee Trail (1954)
- Hell's Outpost (1954)
- The Revolt of Mamie Stover (1956)

Bijrollen:
- Alice in Movieland (1940)
- Meet the Stars #2: Baby Stars (1941)
- Stars on Horseback (1943)
- Screen Snapshots: Ha! Ha! From Hollywood (1953)